# Рунку (Јаши)
Рунку (рум. Runcu) насеље је у Румунији у округу Јаши у општини Цибана. Oпштина се налази на надморској висини од 183 m.

## Становништво
Према подацима из 2002. године у насељу је живело 530 становника, од којих су сви румунске националности.